# Circolo polare antartico

In rosso è riportata la posizione del Circolo polare antartico.

Il circolo polare antartico è uno dei cinque principali paralleli indicati sulle carte geografiche. È uno dei due circoli polari, ed è posto lungo il parallelo 66°33'49" di latitudine sud, la latitudine più settentrionale a sud dell'equatore in cui è possibile vedere il sole di mezzanotte presso il solstizio del mese di dicembre. È stato attraversato per la prima volta il 17 gennaio 1773 dall'esploratore britannico James Cook durante il suo secondo viaggio.

## Definizione
Il circolo polare antartico segna il confine settentrionale del giorno polare durante il solstizio di dicembre, e la notte polare al solstizio di giugno. Al di là del circolo polare antartico il Sole rimane sopra l'orizzonte per almeno ventiquattro ore consecutive, almeno una volta all'anno (sole di mezzanotte). Viceversa, il sole è sotto l'orizzonte per almeno ventiquattro ore consecutive una volta l'anno (notte polare).
In realtà, a causa della rifrazione e perché il sole appare come un disco e non come un punto, una parte del sole di mezzanotte si può vedere la notte del solstizio di dicembre fino ai 50' (90 km) a nord del circolo polare antartico (e al solstizio di giugno, parte del Sole è visibile fino ai 50' a sud del circolo polare artico).